# Olga Košutová
Olga Košutová, provdaná Klapálková (8. března 1901 Velký Týnec – 10. února 1989 Praha byla moravská učitelka, spisovatelka, manželka armádního generála Karla Klapálka. Své dílo publikovala pod dívčím jménem Olga Košutová.

## Život

### Mládí
Narodila se v rodině nadučitele, pozdějšího řídícího učitele ve Velkém Týnci Františka Košuta (1860) a jeho manželky Pavlíny, rozené Klukové (1865). Měla starší sestru Miloslavu (1895) a dvě mladší sestry Ludmilu (1904) a Augustu (1907).
Studovala nejprve na učitelském ústavu v Olomouci, odkud byla v r. 1915 vyloučena pro rozšiřování protirakouských letáků. Proto dokončila středoškolská studia na České reálce v Olomouci, kde maturovala v r. 1921.) Ve Velkém Týnci učila v letech 1920–1922.

### Po sňatku, do německé okupace
Po sňatku s Karlem Klapálkem odešla s manželem na dva roky do Hranic a odtud na Podkarpatskou Rus, kde rodina pobývala v letech 1924–1932. Učila tam na měšťanské škole v Perečíně, na rusínské občanské škole v Užhorodu a potom tamtéž na měšťanské škole. Od roku 1932 žila rodina v Českých Budějovicích.

### Za německé okupace
Manžel Karel Klapálek musel po vzniku Protektorátu opustit armádu a stal se ředitelem Živnostenského úřadu v Českých Budějovicích. Od roku 1939 organizoval protiněmecký odboj v českobudějovické pobočce vojenské odbojové organizace Obrana národa. Po jejím rozbití v letech 1939/1940 uprchl do emigrace, kde za zapojil se do zahraničního odboje. Olga Klapálková zůstala v Protektorátu se dvěma dcerami.
Do roku 1941 Olze Klapálkové zveřejňoval její příspěvky denní tisk a v roce 1942 vyšel její román Slunce nad údolím (ještě 30. 12. 1942 otiskly Lidové noviny pozitivní recenzi) a v roce 1944 vydalo nakladatelství Promberger román Láska zůstává. Od 17. září 1942 ale byla internována v táboře ve Svatobořicích, určeném v té době pro příbuzné Čechů, kteří utekli z Protektorátu. Odsud byla v dubnu 1945 přesunuta do Plané nad Lužnicí, kde se dočkala osvobození. S manželem se setkala až v druhé polovině května 1945.

### Po osvobození Československa
Od května 1945 žila celá rodina v Praze.

### Rodinný život
Olga Košutová se provdala za pozdějšího generála Karla Klapálka, se kterým měla dvě dcery – ing. Olgu Táborskou (1926–2013) a mladší Evu Ježkovou. Manželé Klapálkovi jsou pohřbeni spolu s dcerou Olgou a jejím manželem Ctiradem Táborským na Olšanských hřbitovech.

## Dílo
Dílo, které publikovala pod dívčím jménem Olga Košutová se dělí na dvě části. Lyrické prózy nahradila po roce 1945 vlastními vzpomínkami na období německé okupace a zpracováním vzpomínek svého manžela. Po celý život si vedla deník, který ve svém díle zpracovala. Byla členkou Moravského kola spisovatelů (MKS).

### Příspěvky v tisku
Drobnější příspěvky Olgy Košutové uveřejňoval deník Československé obce legionářské Národní osvobození (1935–1938), Český dělník (1941) a Lidové noviny (1940–1941).

### Knižní vydání
- Marika Mihajlová: Vypravování stařenky Dolinajové – Olga Košutová — Maminčin zápisník – Marie Jeřábková — Na líc a na ruby – Sola Štěpánová — Brno, Novina, kolem r. 1936
- Slunce nad údolím: román – Moravská Ostrava: Praha: Josef Lukasík, 1942
- Láska zůstává – Olomouc: Romuald Promberger, 1944
- Černá Paraska: čtyři karpatské povídky – Praha: Miroslav Stejskal, 1946
- Smrt bez majestátu: napsáno v internačním táboře svatobořickém na podzim 1944 – Praha: Orbis, 1946
- U Svatobořic: zápisky a povídky z internačního tábora – Brno: Družstvo MKS, 1946
- Voják vypravuje: cesta generála Karla Klapálka za druhé světové války – Brno: Družstvo MKS, 1948